# Christian Jürgensen (matematiker)
Christian Jürgensen, född den 19 maj 1805 i Köpenhamn, död där den 15 december 1860, var en dansk matematiker.
Jürgensen var 1833–1853 lärare vid sjökadettakademien, sedan 1842 medlem av direktionen över kungliga livförsäkringsanstalten, till vilken han utarbetat planen, och blev 1857 professor i matematik vid universitetet i Köpenhamn. Han författade läroböcker i matematikens olika delar och skrev monografier i åtskilliga tidskrifter ("Arkiv for Søvæsenet", den norska "Tidsskrift for naturvidenskaberne" och Crelles "Journal für die reine und angewandte Mathematik").

## Utmärkelser
- Riddare av Dannebrogorden,  1847[2]

[Redigera Wikidata]